# Кирмон
Кирмон (фр. Curmont) насеље је и општина у североисточној Француској у региону Шампањ-Арден, у департману Горња Марна која припада префектури Шомон.
По подацима из 2011. године у општини је живело 15 становника, а густина насељености је износила 5,1 становника/km². Општина се простире на површини од 2,94 km². Налази се на средњој надморској висини од 270 метара.

## Демографија
| 1962. | 1968. | 1975. | 1982. | 1990. | 1999. | 2011. |
| ----- | ----- | ----- | ----- | ----- | ----- | ----- |
| 4     | 17    | 18    | 17    | 13    | 11    | 15    |

График промене броја становника у току последњих година